# 신흥중학교 (경북)
신흥중학교(新興中學校)는 대한민국 경상북도 포항시 남구 오천읍 세계리에 있는 공립 중학교이다.

## 학교 연혁
- 1993년 8월 2일 : 신흥중학교 학급 설립 인가
- 1995년 3월 1일 : 초대 현재순 교장 취임
- 1995년 3월 3일 : 제1회 입학식(135명 입학)
- 1998년 2월 12일 : 제1회 졸업식 거행(139명)
- 2005년 3월 1일 : 경상북도교육청 지정 시범학교(ICT활용)
- 2022년 3월 1일 : 제15대 송택경 교장 취임
- 2024년 1월 8일 : 제27회 졸업식(189명)
- 2024년 3월 4일 : 제30회 입학식(192명)

## 참고 자료
- 신흥중학교 - 한국교육학술정보원 학교알리미